# Comunitat de comunes Bassée-Montois
La Comunitat de comunes Bassée-Montois (oficialment: Communauté de communes Bassée-Montois) és una Comunitat de comunes del departament de Sena i Marne, a la regió de l'Illa de França.
Creada el 2014, està formada 42 municipis i la seu es troba a Donnemarie-Dontilly.

## Municipis
1. Baby
2. Balloy
3. Bazoches-lès-Bray
4. Bray-sur-Seine
5. Cessoy-en-Montois
6. Chalmaison
7. Châtenay-sur-Seine
8. Coutençon
9. Donnemarie-Dontilly
10. Égligny
11. Everly
12. Fontaine-Fourches
13. Gouaix
14. Gravon
15. Grisy-sur-Seine
16. Gurcy-le-Châtel
17. Hermé
18. Jaulnes
19. Jutigny
20. Lizines
21. Luisetaines
22. Meigneux
23. Mons-en-Montois
24. Montigny-le-Guesdier
25. Montigny-Lencoup
26. Mousseaux-lès-Bray
27. Mouy-sur-Seine
28. Noyen-sur-Seine
29. Les Ormes-sur-Voulzie
30. Paroy
31. Passy-sur-Seine
32. Saint-Sauveur-lès-Bray
33. Savins
34. Sigy
35. Sognolles-en-Montois
36. Thénisy
37. La Tombe
38. Villenauxe-la-Petite
39. Villeneuve-les-Bordes
40. Villiers-sur-Seine
41. Villuis
42. Vimpelles